# Walenty Zborowski
Walenty Zborowski – major w powstaniu kościuszkowskim, rotmistrz Pułku Nadwornego Króla w 1792 roku.